# Воскоїд товстодзьобий
Воскоїд товстодзьобий (Indicator conirostris) — вид дятлоподібних птахів родини воскоїдових (Indicatoridae).

## Поширення
Вид поширений в Західній та Центральній Африці від Сьєрра-Леоне до східних кордонів ДР Конго. Живе у тропічному дощовому лісі.

## Опис
Птах завдовжки 14-15 см. Верхня частина тіла жовто-зелена з темними прожилками. Нижня частина тіла та голова темно-сіруваті. Дзьоб чорний. Зовнішнє пір'я хвоста переважно біле.

## Спосіб життя
Воскоїд товстодзьобий живе у густому тропічному лісі. Для виду характерний гніздовий паразитизм, птах підкидає яйця у гнізда Gymnobucco bonapartei.